# Jean-Baptiste Chavannes

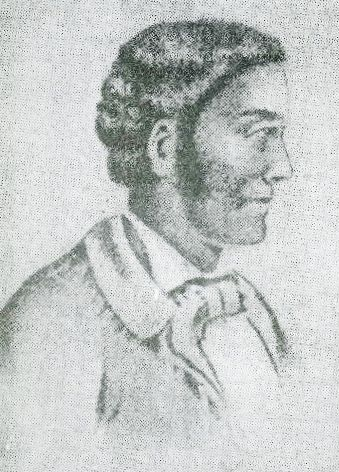
Jean-Baptiste Chavannes (Zeichnung von J. Verschueren)

Jean-Baptiste Chavannes (* um 1748 in Grande-Rivière-du-Nord; † 23. Februar 1791 in Cap-Francais) war ein einheimischer Abolitionist in der französischen Kolonie Saint-Domingue (dem heutigen Haiti). Er gilt als einer der Vordenker der haitianischen Revolution, zu deren Märtyrer er mit seiner brutalen Hinrichtung wurde.

## Leben
Chavannes war Sohn eines reichen Plantagenbesitzers, der ihm eine gute Ausbildung angedeihen ließ. Seine Familie war gemischter französischer und afrikanischer Abstammung und gehörte zur einheimischen Elite der damals als „Mulatten“ bezeichneten freien, aber politisch wenig einflussreichen Grundbesitzer und Kaufleute.
Er trat als Freiwilliger in das Regiment Chasseurs-Volontaires de Saint-Domingue ein, das im Amerikanischen Unabhängigkeitskrieg unter dem Kommando des französischen Admirals Charles Henri d’Estaing auf der Seite der 13 Kolonien gegen die Engländer kämpfte. Er zeichnete sich während der Gefechte in Virginia und New York, insbesondere bei dem Rückzug nach dem erfolglosen Angriff auf Savannah im Dezember 1778, aus. Nach der Kapitulation der britischen Truppen im Oktober 1781 kehrte er in seine Heimat zurück.
Chavannes schloss sich Vincent Ogé an, als dieser am 23. Oktober 1790 bei Cap-Francais, nach Ankauf von Waffen und Ausrüstung aus Louisiana kommend, landete. Sein Ziel war es, im Gefolge der Französischen Revolution auch für die Sklaven und nicht rein französischstämmigen Bewohner der Kolonie politische Rechte zu erkämpfen. Es bestand jedoch keine Einigkeit über das Ausmaß der intendierten Freiheitsrechte: Während Chavannes die vollumfängliche Abschaffung der Sklaverei anstrebte, ging es Ogé (der selbst Sklaven afrikanischer Abstammung besaß) lediglich um die politischen Beteiligungsrechte der „Mulatten“.
Nachdem politische Vorstöße erfolglos geblieben waren, erhob sich eine Truppe aus etwa 250 bis 300 freigelassenen Sklaven und einheimischen gens de couleur libres im Herbst 1790 im Departement Nord. Es gelang ihnen, mehrere Abteilungen der Kolonialmiliz, die von Cap-Français aus entsandt worden waren, zu schlagen. Einem Detachement von Berufssoldaten hatten Chavannes und Ogé mit ihren Männern jedoch nicht ausreichend eigene Kräfte entgegenzusetzen. Die Rebellen wurden aufgestöbert und mussten sich über die Grenze in die spanische Kolonie Santo Domingo zurückziehen.
Am 20. November 1790 wurden sie in Hincha, das damals zum spanisch kontrollierten Teil von Hispaniola gehörte, gefangen genommen. Sie ergaben sich, nachdem sie Sicherheitsgarantien erhalten hatten; die spanischen Behörden lieferten Chavannes und die anderen jedoch auf Druck der französischen Kolonialregierung von de Blanchelande in Le Cap aus.
Jean-Baptiste Chavannes wurde im Februar 1791 in Le Cap in aller Öffentlichkeit brutal gemartert und hingerichtet. Bis zu seinen letzten Momenten hielt er an seiner Überzeugung, die Sklaverei und die Unterdrückung von Menschen afrikanischer Abstammung müssten abgeschafft werden, lautstark fest.